# Arkys latissimus
Arkys latissimus là một loài nhện trong họ Araneidae.
Loài này thuộc chi Arkys. Arkys latissimus được miêu tả năm 1982 bởi Balogh.